# Dva policajti
Dva policajti (투캅스) je jihokorejská akční komedie, film z roku 1993. Film zrežíroval Kang Woo-suk. Hrají zde Ahn Sung-ki a Park Joong-hoon, jako policejní pár s odlišnými mentalitami, snažící se navzájem ukončit spolupráci na případu. Film byl prodejní hit a byl také druhým nejsledovanějším korejským filmem toho roku, hned po Sopyonje. Finanční úspěch filmu umožnil režisérovi Kang Woo-sukovi rozjet vlastní filmovou produkční a distribuční společnost Cinema Service.